# Anticiclone russo-siberiano

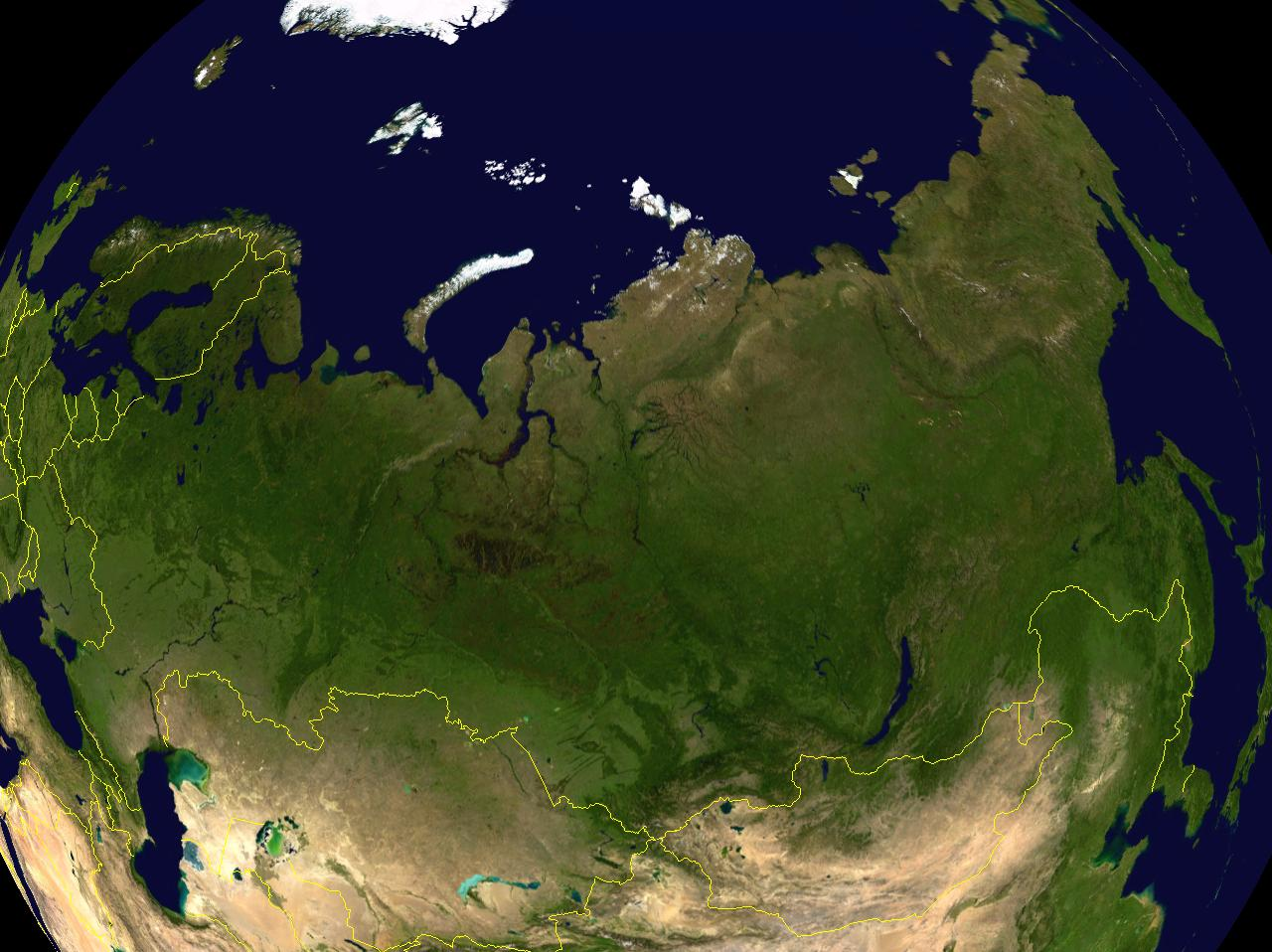
L'immenso territorio russo e siberiano è il "cuore" dell'anticiclone a cui dà il nome.

Con il nome di anticiclone russo-siberiano si indica, in meteorologia e climatologia, una figura di alta pressione termica di natura artica-continentale, che si origina nella stagione invernale in Asia settentrionale.

## Descrizione
L'anticiclone russo-siberiano pone il suo "cuore" altopressorio nella Siberia orientale, ma migra frequentemente in altri territori circostanti quali la Russia europea, la Mongolia (Ulan Bator è la capitale nazionale più fredda del mondo), il Kazakistan (alcune volte anche in paesi limitrofi, su tutti il Tagikistan) e la Cina settentrionale (molto famose per le minime invernali bassissime, sono infatti la regione cinese dello Xinjiang e la Cina nordorientale o Manciuria).
La sua genesi è da ricercarsi nel fortissimo raffreddamento subito in inverno da queste terre, data la lontananza dai mari e la scarsissima insolazione (l'intera zona è situata a latitudini piuttosto settentrionali). Con l'arrivo della primavera le condizioni favorevoli alla sua persistenza vengono a mancare, provocando la sua dissoluzione e la sua sostituzione con figure di bassa pressione. Questa figura anticiclonica determina in maniera preponderante il tempo invernale in una vastissima area del continente eurasiatico: oltre alle zone direttamente interessate, influisce costantemente su tutto l'estremo oriente asiatico (fino a latitudini molto basse) e, più raramente, sull'Europa (specialmente quella orientale) portando tempo molto freddo e generalmente secco; dove le masse d'aria fredda incontrano ostacoli si hanno invece abbondanti nevicate.
I record mondiali di pressione e di temperature minime si riscontrano nelle zone interessate da questa figura pressoria, proprio dovuti all'effetto gelido, ed all'imponenza in campo barico, che questo anticiclone possiede; l'attuale record pressorio mondiale fu appunto osservato in Mongolia il 30 dicembre 2004, quando si toccarono i 1.089,1 hPa, mentre il primato del freddo è conteso fra le località jacute di Verchojansk e Ojmjakon, dove il termometro può sprofondare fino a temperature ben inferiori ai 60 °C sotto lo zero, anche se la reale entità dei record raggiunti è controversa. Anche sulla parte centro-settentrionale dell'America Settentrionale (Grandi Pianure di Canada e Stati Uniti) si forma una figura analoga; date le minori dimensioni continentali americane, però, questo anticiclone non raggiunge l'importanza del suo omologo eurasiatico.
Il vento che soffia in questi territori, nei quali prevale il bioma della steppa, è denominato buran; esso spira generalmente all'interno del territorio siberiano, o comunque in territori orientali quali Mongolia e nord della Cina, ma non raramente esso riesce a superare la barriera dei monti Urali, penetrando quindi nel territorio europeo. È infrequente, comunque, un avanzamento del buran, che costituisce appunto l'espansione di questa figura anticiclonica, al di là dei Balcani; quando ciò avviene (quasi sempre in gennaio o in febbraio), anche l'Europa occidentale può essere interessata da ondate di gelo intenso, più o meno durature, ma quasi sempre foriere di neve e forte freddo, con una bassa umidità relativa. Tra le irruzioni burianiche più rilevanti del Novecento, vanno ricordate quella del febbraio 1929, gennaio e febbraio 1947, febbraio 1956, gennaio 1963, gennaio 1979, marzo 1987 (quest'ultimo eccezionale per l'insolito vigore dell'anticiclone in un contesto primaverile), dicembre 1996 e febbraio 2012.